# Аржанова, Анна Викторовна
Анна Викторовна Аржанова (род. 2 августа 1969, Москва, РСФСР, СССР) — президент CMAS (Всемирной конфедерации подводной деятельности).

## Биография

### Спортивная карьера
Анна, занимаясь пулевой стрельбой, выполнила норматив мастера спорта.

### Образование
В 1993 году окончила экономический факультет Московского института инженеров гражданской авиации.

### Предпринимательская деятельность
В 1993—2003 годах занималась предпринимательством, являясь совладельцем и коммерческим директором туристического агентства.

### Карьера спортивного функционера
С 2003 по 2022 год президент Президент Федерации подводного спорта России.
С 2005 года — президент спортивного комитета Всемирной конфедерации подводной деятельности. В 2013 году избрана (в 2017 и 2021 году переизбрана) президентом Всемирной конфедерации подводной деятельности (CMAS).